# Єменське портове управління
Єменське портове управління (англ. Yemen Ports Authority, скорочено YPA) або Єменська корпорація портів Аденської затоки — державне підприємство що управляє портами Ємену, включно основний порт міста Аден.  

## Порт Аден
Географічно порт складається з трьох районів: зовнішня гавань, яка забезпечує швартування, нафтова гавань і внутрішня гавань.
Зони використання в Адені складаються з:
- Багатофункціональний та контейнерний термінал Маалла
- Контейнерний термінал Аден
- Нафтова гавань
- Риболовецька гавань

Компанія Aden Refinery Company розташована в нафтовій гавані порту Аден; його функції включають переміщення нафтопродуктів, нафтопереробку та морську станцію заправки.